# Topoisomerase
Topoisomerasen sind Enzyme, die für Änderungen der Topologie von DNA-Molekülen verantwortlich sind, welche bei einer Superspiralisierung notwendig sind. Man unterscheidet zwei übergeordnete Klassen:
- Typ I Topoisomerasen (Unterklassen Topoisomerase I und III) EC 5.6.2.1
- Typ II Topoisomerase bei Eukaryoten (Topoisomerasen II und IV), die bei Bakterien dem Enzym Gyrase entspricht[1] EC 5.6.2.2

## Topoisomerase Typ I
Funktion der Topoisomerase I in Bakterien: 
Die bakterielle Topoisomerase I kann ausschließlich negative Superspiralisierung entspannen. Sie benötigt Magnesiumionen für ihre Aktivität.
Prokaryotische Topoisomerasen I binden mittels einer Phosphotyrosinbindung kovalent an das 5'-Ende des Strangbruches. Dies konserviert die Energie der gespaltenen Bindung und ermöglicht es, die beiden Enden nach der Topoisomerisierung wieder zu verbinden. Für ihre Tätigkeit benötigt das Enzym keine Energie in Form von ATP.
 Funktion der Topoisomerase I in Eukaryoten: 
Die eukaryotische Topoisomerase I entspannt sowohl positiv als auch negativ superspiralisierte DNA.
Sie bindet mittels Hydroxygruppe eines Tyrosinrestes an das 5'-Ende (Phosphatrest) des Strangbruches und lässt die 3'- Segmente rotieren.
Durch die für die Vorgänge Transkription und Replikation notwendige Entspiralisierung der gerade abgelesenen DNA-Abschnitte kommt es in angrenzenden Bereichen der Helix automatisch zum Positiven supercoiling, einer zu starken Verwindung der DNA-Doppelhelix, die mit Torsionskräften einhergeht. Um den Torsionskräften entgegenzuwirken wird das positive supercoiling durch die eukaryotische Topoisomerase Typ I entspannt. Dabei verursacht die Topoisomerase Typ I einen Einzelstrangbruch ohne dabei ATP zu verbrauchen. Bei ihrem Abgang von der DNA verschließt sie den Bruch wieder. Anschließend entfernen die Topoisomerase I & IV die negative Abweichungen des Verwindungszustandes und stellen so den physiologischen Normalzustand wieder her.

## Topoisomerase Typ II
Funktion der Topoisomerase II in Bakterien: 
Die bakterielle Topoisomerase II bewirkt negative Superspiralisierung der DNA. Dadurch kann sie positiv superspiralisierte DNA entspannen und in relaxierte DNA negative Verdrillung einführen. Sie induziert dazu Doppelstrangbrüche; die negative Superspiralisierung geschieht unter ATP-Verbrauch.
 Funktion der eukaryotischen Topoisomerase II alpha: 
Eukaryotische Topoisomerase II alpha kann positive und negative Superspiralisierung mittels Doppelstrangbruch unter ATP-Verbrauch entspannen.
Topoisomerasen Typ II wirken einerseits entgegen den oben genannten Torsionskräften und beeinflussen andererseits die räumliche Anordnung der DNA. Sie erzeugen unter ATP-Verbrauch einen temporären DNA-Doppelstrangbruch, so dass ein anliegender Helix-Teil die gebildete Lücke passieren kann. Dies ermöglicht umfassende Chromatinumordnungen.

## Medizinische Relevanz
Antibiotika aus der Familie der Fluorchinolone hemmen die Topoisomerase II und teilweise IV. Zytostatika wie Irinotecan zählen zu den Topoisomerasehemmern.